# دیوانگی (رمان)
دیوانگی (انگلیسی: Senselessness) هفتمین رمان از اوراسیو کاستیانوس مویا، نویسندهٔ ال‌سالوادوری، است که به زبان اسپانیایی نوشته شده و در سال ۲۰۰۴ منتشر شد.
راوی این رمان به زبان اول‌شخص از همکاری‌اش با کلیسای کاتولیک گواتمالا می‌گوید. قرار شده طی سه ماه گزارشی طول و دراز دربارهٔ جنایت‌های ارتش گواتمالا و کشتار روستاییان سرخپوست را ویرایش کند. اما رفته‌رفته اظهارات شفاهی سرخپوستان فکر و ذکرش را فرا می‌گیرد و سلامت او را به خطر می‌اندازد. مشکل زمانی جدی‌تر می‌شود که مشخص می‌شود عاملان این کشتارها همچنان در گواتمالا قدرت را در دست دارند.

## نظرات منتقدان
مائورو خابیر کاردناس، منتقد سان‌فرانسیسکو کرانیکل، می‌گوید «این رمان با ملغمه‌ای حساب‌شده از تکه‌اظهارات کلامی و کمبود صحنه‌های کامل [توحش]، به خواننده این حس را القا می‌کند که به دل تاریکی پا می‌گذارد و دورتادورش را گورستانی از صداها فرا گرفته که خبر از وحشت می‌دهند، وحشتی که تا پایان کتاب سروشکلی کامل به خود می‌گیرد»